# Gabriel Macià
Gabriel Macià o Gabriel de Canet (Canet de Mar, Maresme, 30 de novembre de 1604 - Barcelona, 1680) fou un frare caputxí. Ha estat proclamat venerable per l'Església catòlica.

## Biografia
Fou mestre de novicis i definidor provincial de l'orde. Frare de vida virtuosa, tingué episodis místics d'èxtasi, on tenia visions celestials, i se li atribuïren miracles i el do de la profecia. Els guariments a la comarca (Canet, Mataró, Arenys de Mar, etc.) li van valer que fos tingut per persona santa en vida. Morí al convent de Montcalvari de Barcelona, on fou sebollit.
El caputxí Atanasi de Barcelona n'escrigué una biografia, Vida y virtudes del venerable padre fray Gabriel Macià de Canet: religioso capuchino de la provincia de Cathaluña (Girona: Imprenta de Gabriel Bró, 1721), editada per Joan Macià, degà de Vic i nebot del venerable.
Canet li ha dedicat la plaça de davant l'església, anomenada del Venerable Gabriel Macià, i on es troben els fonaments de la torre del casal dels Macià, on probablement havia nascut.